# دوغلاس دا سيلفا (لاعب كرة قدم)
دوغلاس دا سيلفا (بالبرتغالية: Douglas da Silva‏) هو لاعب كرة قدم برازيلي، ولد في 7 مارس 1984 في فلوريانوبوليس في البرازيل. لعب مع أتلتيكو باراناينسي ونادي أفاي لكرة القدم ونادي جوينفيل ونادي ريد بل سالزبورغ ونادي فاسكو دا غاما ونادي فيروفياريا ونادي فيغورينسي ونادي هبوعيل تل أبيب.

## وصلات خارجية
- دوغلاس دا سيلفا (لاعب كرة قدم) على موقع الاتحاد الأوربي (الإنجليزية)
- دوغلاس دا سيلفا (لاعب كرة قدم) على موقع قاعدة بيانات كرة القدم.إي يو (الإنجليزية)
- دوغلاس دا سيلفا (لاعب كرة قدم) على موقع Soccerway.com (الإنجليزية)
- دوغلاس دا سيلفا (لاعب كرة قدم) على موقع عالم كرة القدم.نت (الإنجليزية)